# Ґудзь Юрій Петрович
Ю́рій Петро́вич Ґу́дзь (Юрко́ Ґу́дзь; нар. 1 липня 1956, Немильня, Новоград-Волинський район, Житомирська область — пом. 20 лютого 2002, Житомир) — український поет, прозаїк, драматург, есеїст, публіцист, художник, філософ, мандрівник
Член Національної спілки письменників України (Житомирське відділення, 1991) та Асоціації українських письменників (Київське відділення). Літературні псевдоніми Юрій Тетянич, Хома Брут, Хома Брус.

## Життєпис
Народився у селі Немильня Новоград-Волинського району (нині Звягельський район) на Житомирщині, в родині вчительки історії місцевої школи.
Закінчив восьмирічну школу в рідному селі Немильня. Служив у Збройних Силах Радянського Союзу.
Навчався у Київському геологорозвідувальному технікумі № 16, а з 1978 по 1983 роки в Національному педагогічному університеті ім. М. Драгоманова.
Працював геологом-розвідувальником, вчителем історії, географії та малювання у школах Київської та Житомирської областей. З 1986-го по 1988-ий рік працював молодшим науковим співробітником Музею народної архітектури та побуту України, заступником директора у Музеї сучасного образотворчого мистецтва у селі Кмитів Коростишівського району.
Працював нічним сторожем у кардіологічному санаторії «Ворзель».
Помер за трагічних і нез'ясованих обставин: його знайшли з проломленим черепом на одній з центральних вулиць Житомира.
Одним з його співбесідників, чиї слова він цитував, був маловідовий широкому загалу, але талановитий український поет і філософ Володимир Федосійович Карабут.
Похований у селі Немильня.

## Творча діяльність
У 1990—1992 роках працював заступником головного редактора часопису «Авжеж!».
Працював в редакціях журналів «Слово і час» (1993 р.), «Косень» (редактором відділу поезії, 1999—2002 рр.), газеті «Голос», «Голос громадянина» та «Зарубіжна література», у видавництвах «Фоліо» та «Джура» (2000—2002 рр.).
З 1990 року член Українського культурологічного клубу.
Співпрацював з «Ярою Мистецькою групою театру-студії Ля Мама в Нью-Йорку». Займався поетичними імпровізаціями в театрі-студії «Будьмо» (там ставилася п'єса Олега Лишеги «Друже Лі Бо, брате Ду Фу», 1992 р.).
Призер фестивалю авторської пісні «Оберіг» (Київ, 1993).
Учасник об'єднання «Центр Сучасної драматургії Анатолія Дяченка» (1993—1995).
Засновник «Лаврської школи», під якою Юрко Ґудзь об'єднав поезію Олега Лишеги, Івана Семененка, Миколи Воробйова на спільному поетичному вечорі (1993).
Учасник Теоретичної конференції «Україна чи небуття» (2004).
Публікувався у часописах «Авжеж!», «Світо-Вид», «Слово», «Дзвін», «Дніпро», «Слово і час», «Art Line», «Українські проблеми», «Артанія», «Хроніка-2000», «Косень». У колективних виданнях: «Вітрила- 86», «Варшава. Зустрічі-88», «Житній ринок» (1989 р., «Десять українських поетів / Десять українських прозаїків» (1995 р.), «Вечеря на дванадцять персон» (1997 р.), «Антологія української поезії другої половини ХХ сторіччя» (2001), «Антологія світової літературно-критичної думки ХХ ст.», переклад Ролана Барта «Від твору до тексту».
Журнальні публікації окремих творів: драма на дві дії «Колискова для самогубців» («Світо-вид», 1992, № 4), повість «Сорочка без тіла — біла» (Дзвін. — 1994. — № 10). Літературні публікації в газетах: «Літературний Львів» (1994. — № 17, № 18 (24)), «Вільне слово» (Житомир).
Як літературознавець Юрко Ґудзь писав про Йосифа Бродського, Олега Лишегу, Анатолія Сірика, Євгена Концевича, Нілу Зборовську, Олександра Кулеша, про книги Богдана Бастюка, Богдана Савку, шістдесятників, передмови до книжок Світлани Штатської, Марії Рудак, Лесі Лисенко.
Як мистецтвознавець писав про творчість Надії Миколайчук, Людмили Бигич (Миколайчук), Аки (Богумили) Клим-Перейми (американська мисткиня українського походження), Наталі Хилюк (Утахарри), Олени Бурдаш, Івана Марчука, Юрія Камишного.
Записав свідчення «остарбайтерів» села Немильня (Ксенії Благодир, Ольги Остапчук, Марії Вишковець, Оксани Боровик), які були опубліковані міській районці — під сиіволічною навою "Мічені знаком «OST».
Твори Гудзя перекладалися російською, італійською, французькою, німецькою, англійською мовами.
У 2001—2002 був заступник голови Житомирського обласного відділення Національної спілки письменників України та голова Житомирського обласного літературного об'єднання ім. Бориса Тена.

## Відзнаки
У 1994 р. посів третє місце в конкурсі молодої прози, що проводився у Львові. Був претендентом на літературну премію «Благовіст» від Національної спілки письменників України.
Відзначений преміями Міжнародного поетичного конкурсу в м. Тріуджо (Triuggio, Італія, 1994 р.).
Відзначений фундацією ім. Є. Бачинського «У свічаді слова» (США, 1997).
Всеукраїнська відзнака ім. Івана Огієнка в галузі літератури за книги прози «Не-ми» та «Ісихія» (Україна, 2001).
Книгу новел і оповідань Ю. Ґудзя «Замовляння невидимих крил» за результатами анкетування критиків, яке щорічно проводить журнал «Слово і час», було визнано кращою книгою прози 2001 року.
Книга Юрія Ґудзя «Барикади на хресті» тернопільського видавництва «Джура» відзначена всеукраїнським рейтингом серед чотирнадцяти найкращих видань за 2009 рік
у жанрі сучасної української прози, поставлена однойменна п'са.

## У літературі
Перше широке визнання письменник і філософ Юрко Ґудзь отримав після здобуття двох зарубіжних літературних премій, згодом став Огієнківським лауреатом.
Багато подорожував, вів аскетичний спосіб життя, сповідував філософію летризму, макото, ісихазму. Засновник «Української реконкісти».
Автор книжок «Postscriptum до мовчання» (Торонто: Бескид 1990), «Маленький концерт для самотнього Хронопа». (Київ: «Молодь», 1991), «Боротьба з хворим янголом» (Київ: «Голос громадянина», 1997), журнальних публікацій романів «Не-ми» та «Ісихія» «Кур'єр Кривбасу», 1998. — № 6, 7, 2000. — № 8, 12; 2001. №N6.), «Замовляння невидимих крил» (Тернопіль, «Джура», 2001).
З 1991 по 2002 рр. про Юрка Ґудзя писали Володимир Даниленко, Василь Врублевський, Валентин Грабовський, Ніла Зборовська, Леонід Череватенко, Василь Ґабор, Лесь Герасимчук, Євген Концевич, Олена Логвиненко, Ольга Різниченко, Петро Сорока тощо.

## Вшанування пам'яті

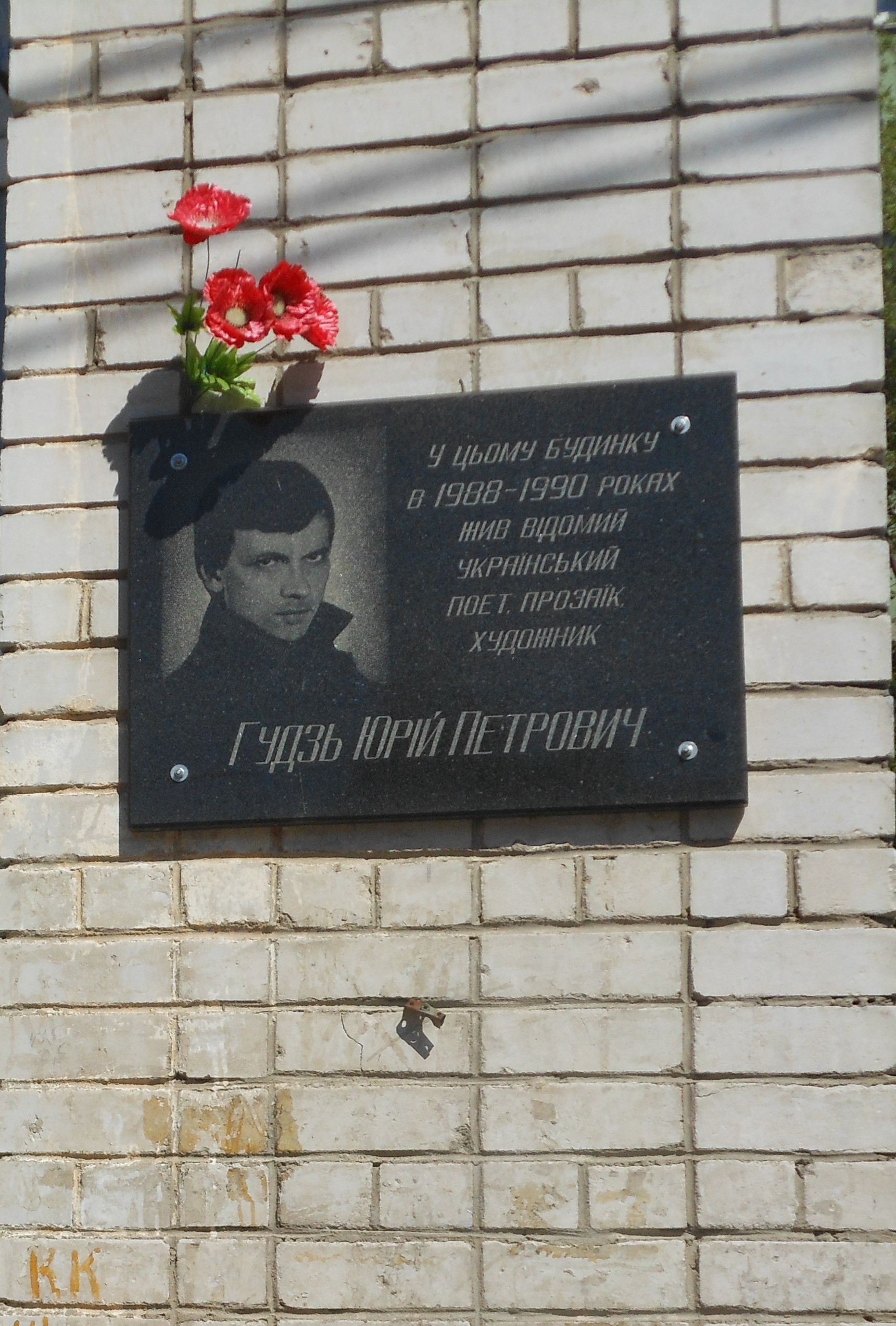
Меморіальна дошка Юрію Гудзу, Житомир, вул Мала Бердичівська

- Щороку починаючи з 2007 року 1 липня до села Немильня прибувають творчі особистості, які пам'ятають і цінують Юрка Гудзя, щоб згадати його самого і його творчість. Ідейним натхненником популяризації творчості поета є філолог-літературознавець, голова поетичного братства імені Юрка Гудзя Марія Андріївна Рудак (засноване у 2005 р.). Вона організовує делегацію відомих письменників, професорів, поетів, літературних критиків, працівників культури та науковців з різних міст України[5].
- У читальному залі Новоград-Волинської районної бібліотеки імені Лесі Українки до 62-ї річниці від дня народження Юрка Гудзя оформлено книжкову виставку «Землі ласкавої куточок милий».
- У Немильчанській школі створено музейний куточк «Липневого янгола» присвячений вшануванню пам'яті Юрія Гудзя..
- Заслужений художник України Юрій Камишний намалював краєвидами Гудзевої малої батьківщни і написав кілька картин-посвят, одну з яких (копію) подарував шкільному музею.
- Документальний фільм про постать Гудзя створений письменником, журналістом обласного телебачення Євгеном Лущиковим.
- Створені радіопередачі Сергієм Черевко та Тетяною Власенко.
- На вірші Юрія Гудзя написані пісні Ларисою Бойко, Костянтином Гаєм, Вікторією Дем, Іриною Деркач.
- Серед вчителів Новоград-Волинського району запроваджено творчий проект ім. Юрія Гудзя «Живослово».
- Силами дослідника творчості Гудзя письменника житомирянина Олега Левченка побачила світ книга спогадів про Ю. Гудзя «Невимовне».
- Наприкінці 2008 року Немильнянській загальноосвітній школі та центральній вулиці села присвоєно ім'я Юрія Ґудзя.
- На Немильнянській школі І-ІІ ступенів встановлена меморіальна дошка Юрію Гудзю.
- У Житомирі до 8-ї річниці смерті Юрка Гудзя (2012 р.) було встановлено меморіальну дошку: н а приміщенні гуртожитку автодорожного коледжу, де мешкав свого часу Юрій Гудзь, встановлено силами голови поетичногно однойменного братства Марії Рудак та тодішнього голови районної ради Віктора Гончарука.
- На кладовищі в селі Немільня на могилі поета встановлений пам'ятник.